# Mula
För andra betydelser, se Mula (olika betydelser).
En mula är ett hästdjur som är en hybrid mellan häststo och åsnehingst. En hybrid mellan åsnesto och hästhingst kallas mulåsna, men de är mindre och ovanligare. Både hanmulor och hanmulåsnor är oftast sterila, detsamma gäller även i stort sett alla honmulor och honmulåsnor. Mulor och mulåsnor är alltså vad man kallar infertil avkomma, när djuret inte själv kan fortplanta sig. Anledningen är att åsnan har 62 kromosomer medan hästen har 64, vilket gör att mulan får 63 kromosomer.
Mulan är mer lik en häst än vad mulåsnan är. Den är både större och starkare och har därför använts mycket mer än mulåsnan, speciellt i varmare och torrare klimat. Idag är användningen mest utbredd i Kina, Mexiko och övriga Latinamerika. Man har avlat fram mulor sedan antiken.
På svenska brukar man säga "envis som en åsna", men i engelsktalande länder säger man istället "envis som en mula".

## Historia

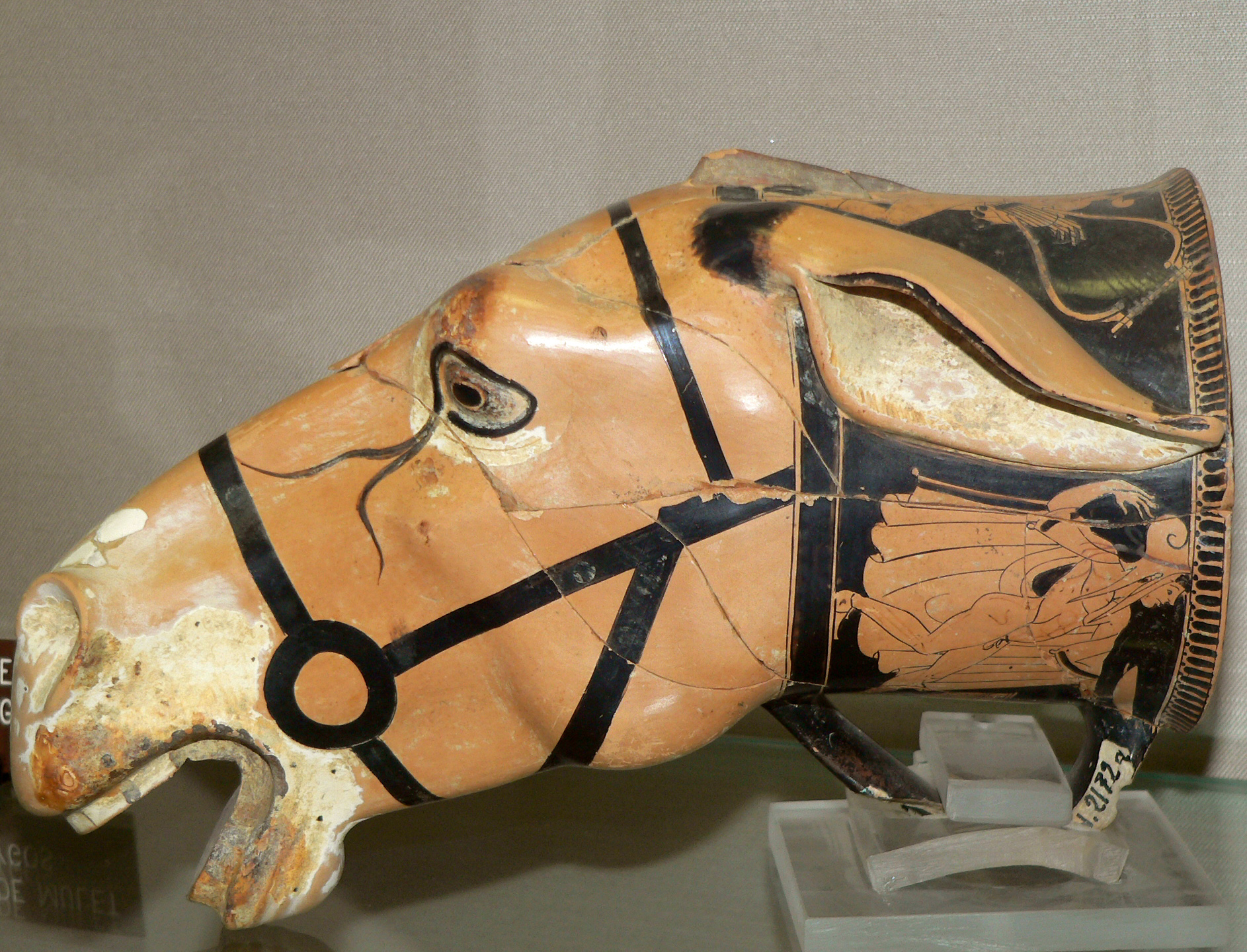
Från tidigt i femte århundradet f.Kr., en grekisk rhyton (kopp) i form av huvudet på en mula, tillverkad av Brygos.

Avel av mulor blev möjlig först när tamhästens utbredningsområde, som ursprungligen kom från Centralasien omkring 3500 f.Kr., utvidgades till tamåsnans utbredningsområde. Den kom ursprungligen kom från nordöstra Afrika. Denna överlappning inträffade troligen i Anatolien och Mesopotamien i västra Asien, och mulor avlades där före 1000 f.Kr. 
Hettiterna, ett folk i Mindre Asien, känt för sina ridfärdigheter, höll mulor högre än sina bästa hästar. Priset på en mula var tre gånger så högt som för en bra häst för hettiterna. På samma sätt var mulor sju gånger så värdefulla som åsnor för sumererna.
En målning i Nebamuns grav i Thebe i Grekland, daterad från cirka 1350 f.Kr., visar en vagn dragen av ett par djur som på olika sätt har identifierats som halvåsnor, mulor  eller mulåsnor. Mulor fanns i Israels land och Juda rike på kung Davids tid. Det finns många representationer av dem i mesopotamiska konstverk från det första årtusendet f.Kr. Bland basrelieferna som avbildar Ashurbanipals lejonjakt från Nineves norra palats finns en tydlig och detaljerad bild av två mulor lastade med jaktnät.
Homeros skrev om deras ankomst till Mindre Asien i Iliaden på 700-talet f.Kr.

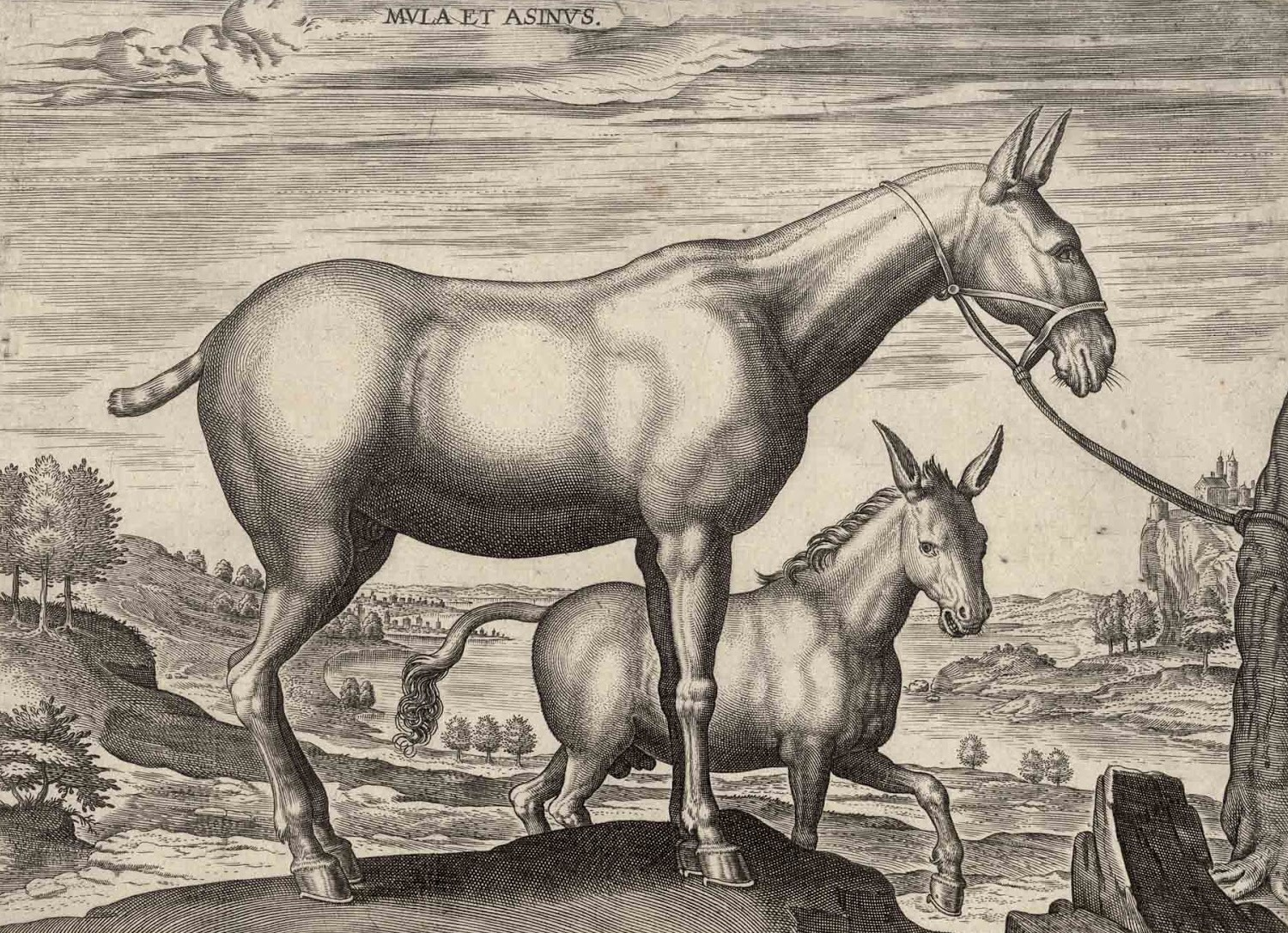
Gravyr från 1578, Mula och åsna

Mulor bidrog till utvecklingen av Amerika när den italienske upptäcktsresanden i Spanien, Christopher Columbus, introducerade åsnor och hästar till kontinenten under sina expeditioner år 1495. Genom att ta med fyra han- och två honåsnor utöver hästar kunde man producera mulor, vilket hjälpte spanjorerna i deras erövring av kontinenten. Aztekernas nederlag öppnade till exempel Mexiko som en uppfödningsplats för mulor, och närvaron av mulor i militära operationer och vaktposter blev snart vanlig.

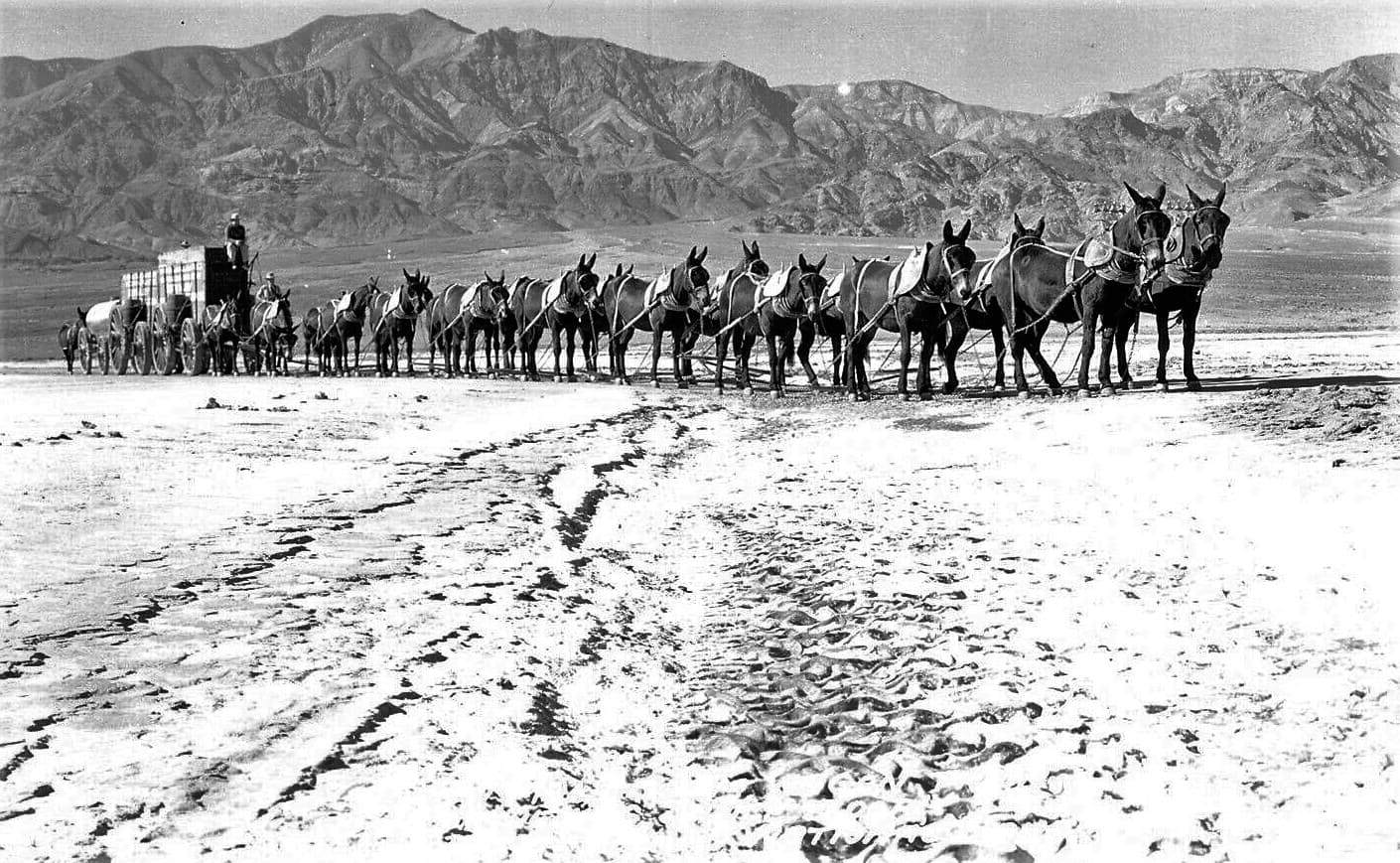
Ett team med mulor i Death Valley

George Washington födde upp mulor på sin egendom i Mount Vernon i USA. Washington, ofta kallad "den amerikanska mulans fader", skickade sina åsnor till en mängd amerikanska gårdar för att avla med hästar och skapa mulor. Washington fann att mulor arbetar hårdare och längre än hästar med samma uppgifter. De behöver också mindre mat och vatten än hästar. Vid den tiden var de inte vanliga i USA, men Washington förstod deras värde, eftersom de var "fogligare än åsnor och billigare att underhålla".

## Galleri

Nutida användning av mulor
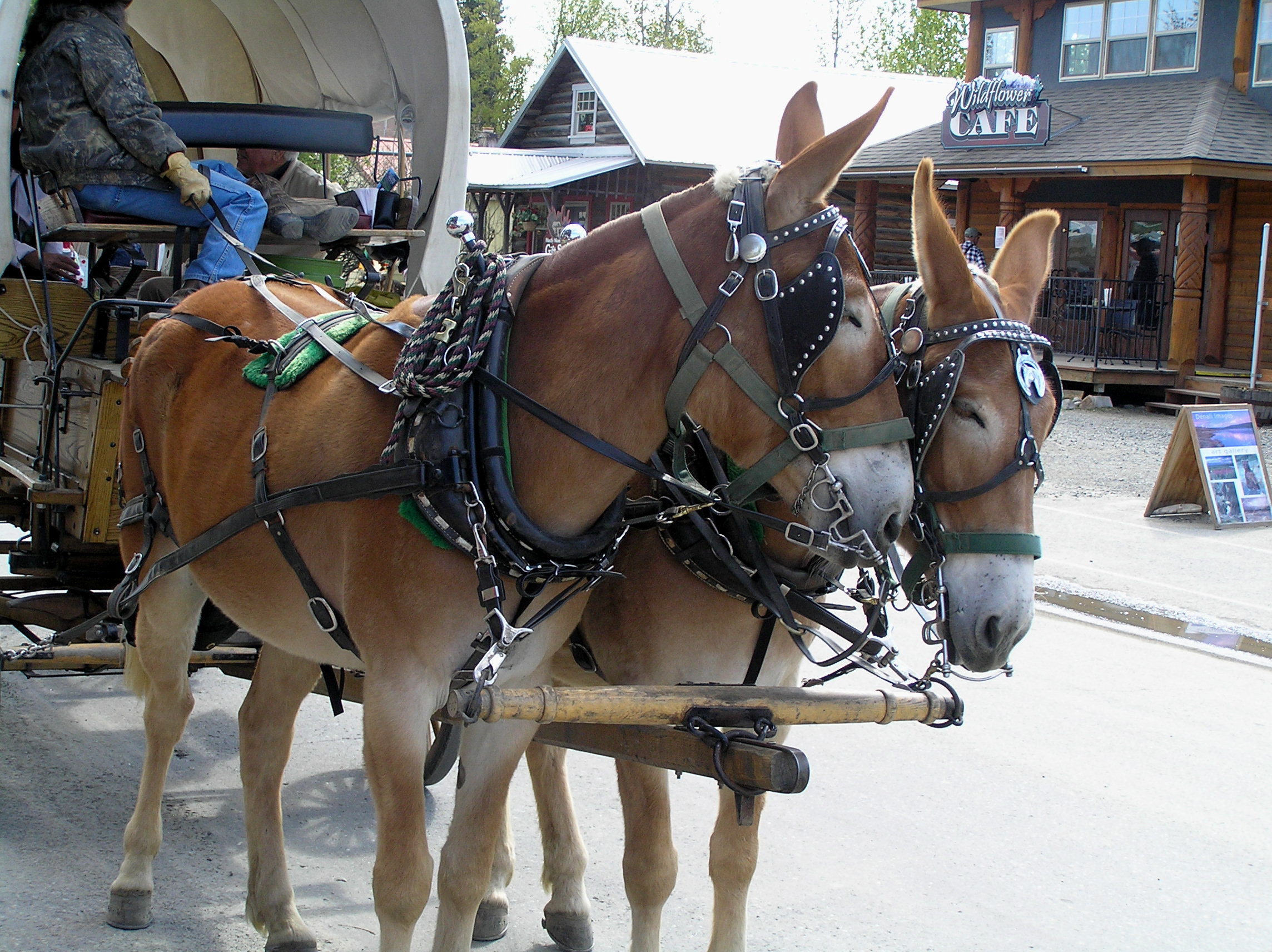
Par som drar en vagn (2008)
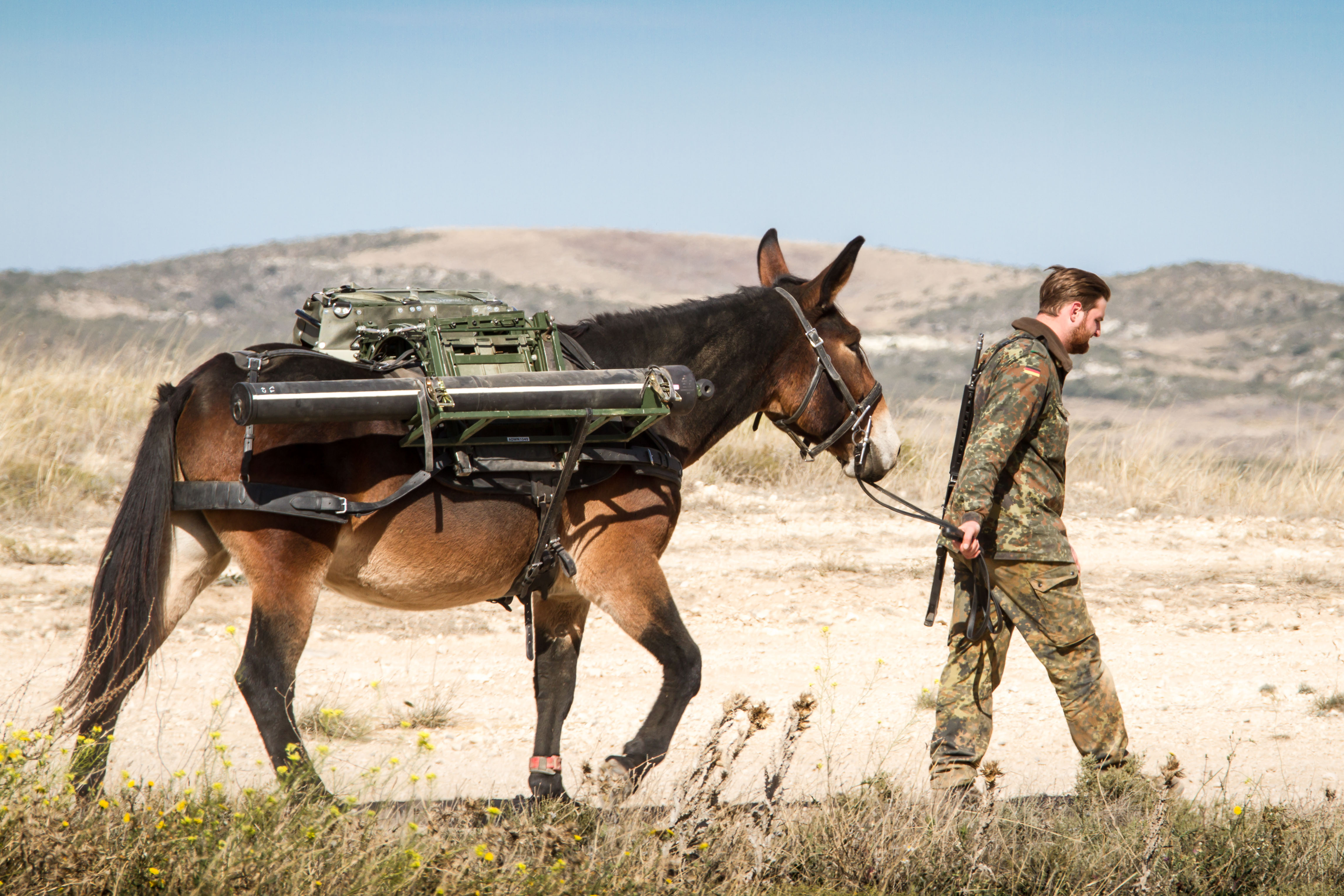
Armémula (2015)
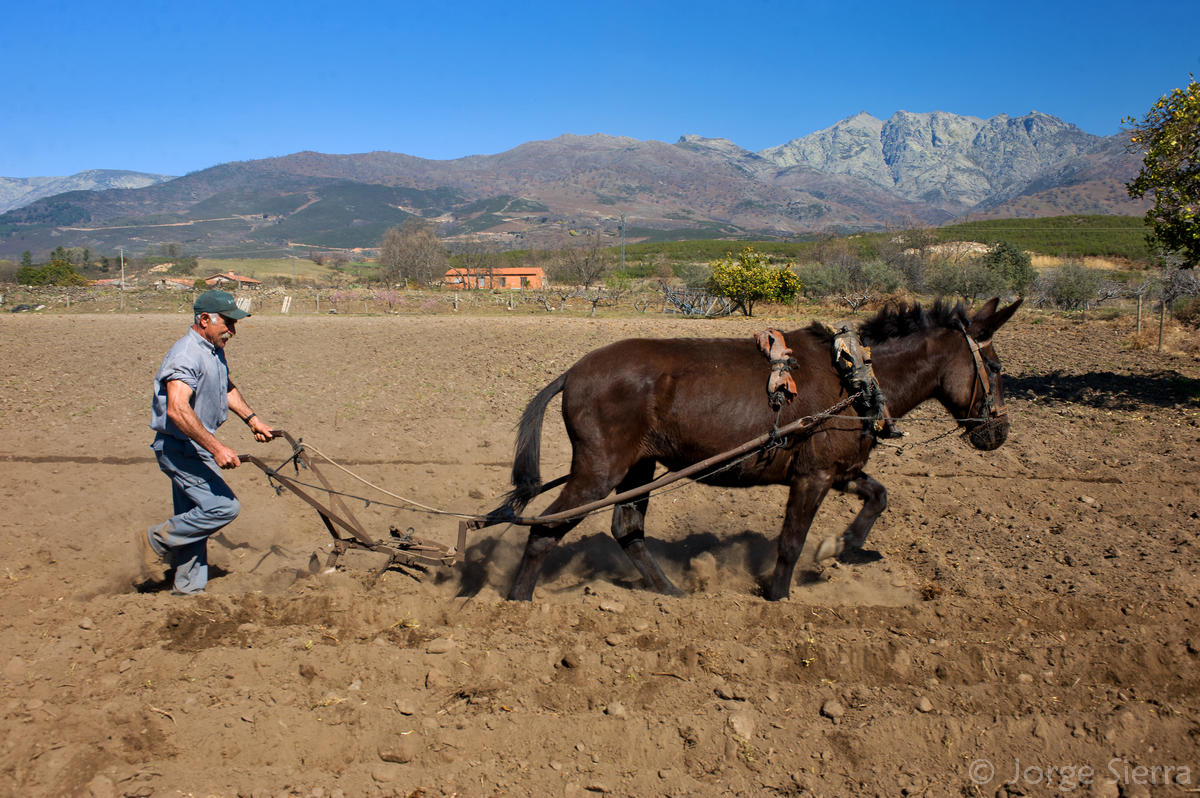
Plöjning (2012)
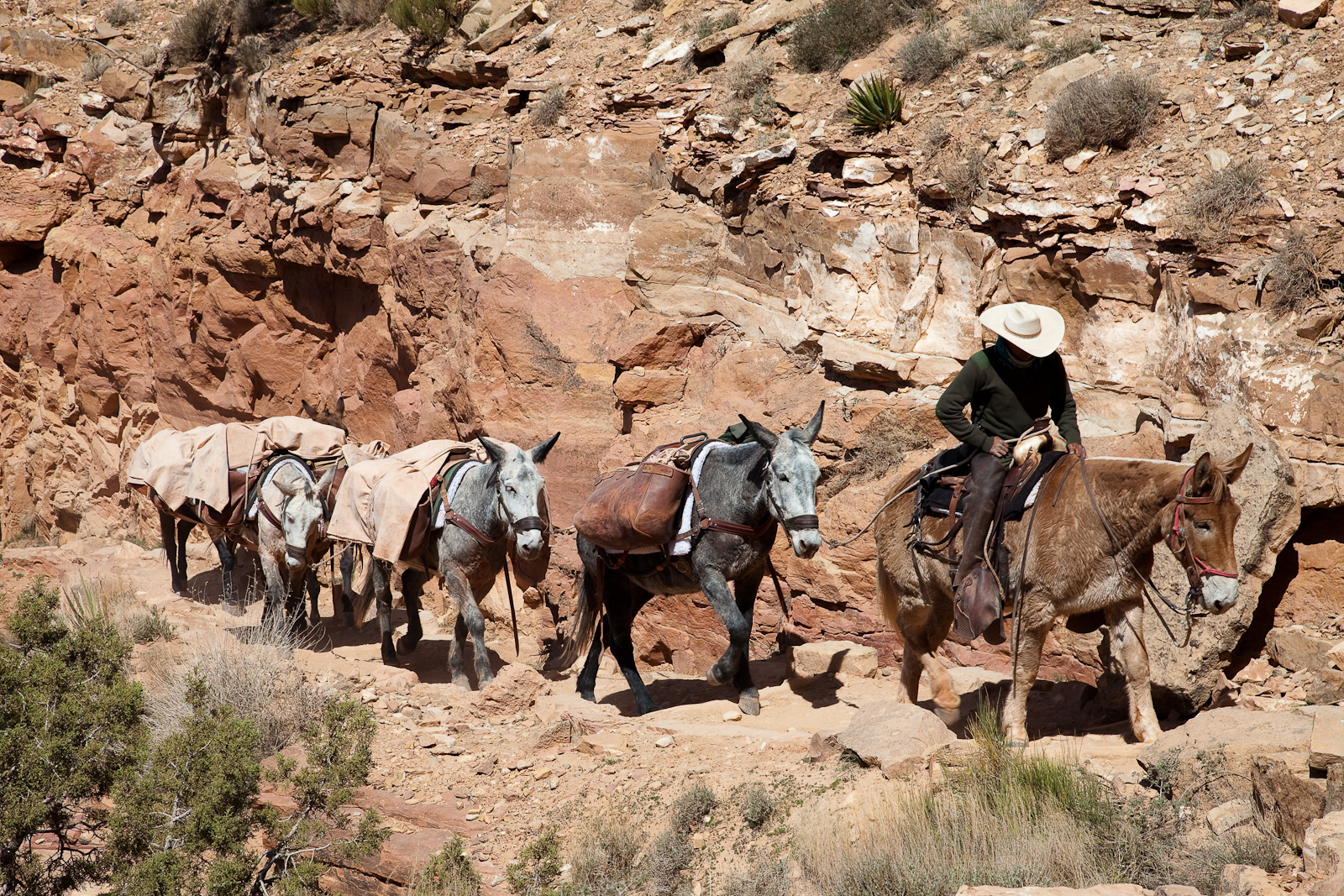
Mulor bär förnödenheter i Grand Canyon (2009)
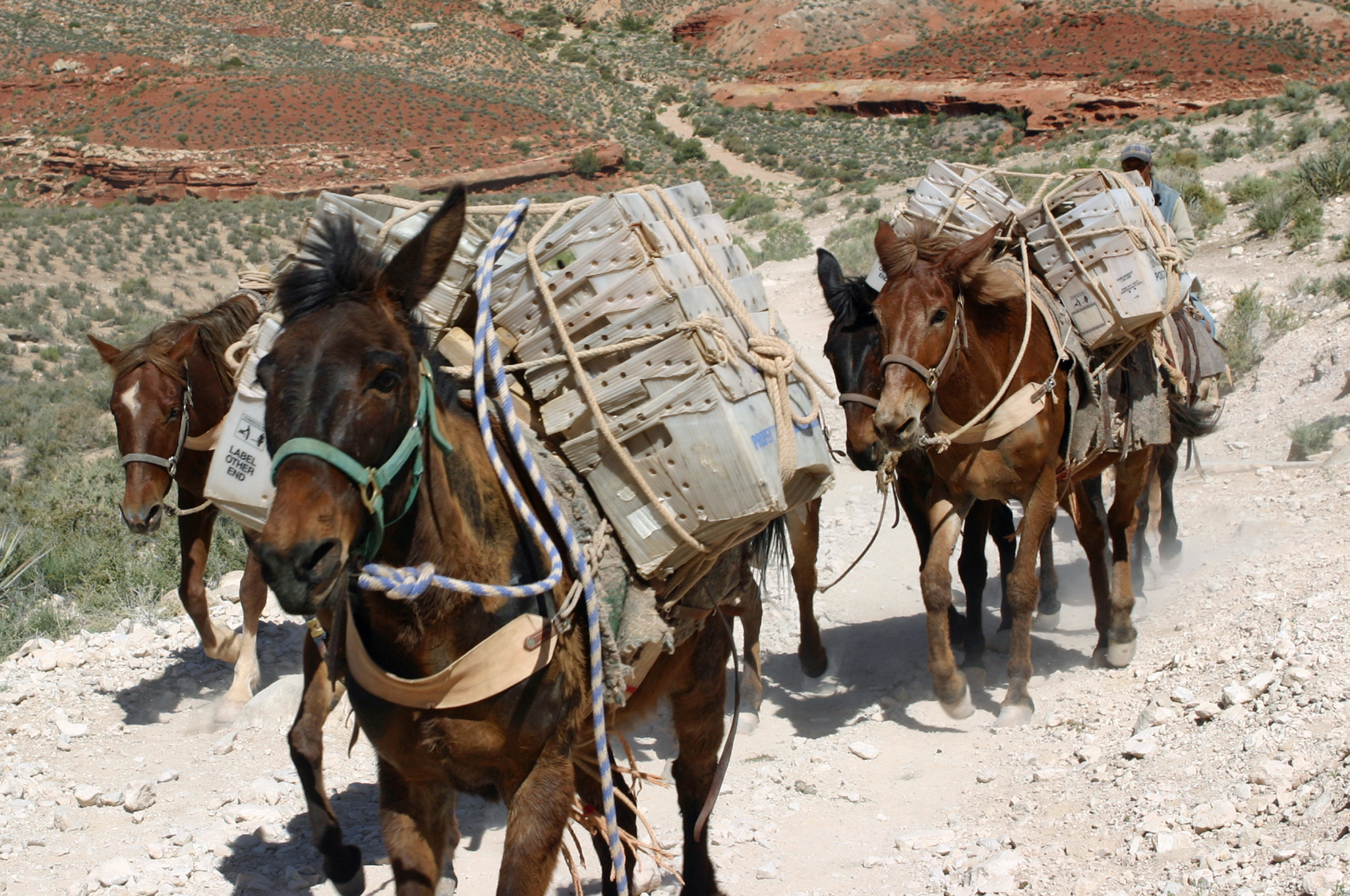
Mulor bär post i det lantliga Arizona (2008)